# Alsodes montanus
Alsodes montanus är en groddjursart som först beskrevs av Lataste in Philippi 1902.  Alsodes montanus ingår i släktet Alsodes och familjen Cycloramphidae. IUCN kategoriserar arten globalt som akut hotad. Inga underarter finns listade i Catalogue of Life.